# Nina Rodrigues
Nina Rodrigues – miasto i gmina w Brazylii leżące w stanie Maranhão. Gmina zajmuje powierzchnię 572,507 km². Według danych szacunkowych w 2016 roku miasto liczyło 14 259 mieszkańców. Położone jest około 120 km na południowy wschód od stolicy stanu, miasta São Luís, oraz około 1700 km na północ od Brasílii, stolicy kraju. 
W 2014 roku wśród mieszkańców gminy PKB per capita wynosił 3807,93 reais brazylijskich.